# Jagoda Truhelka
Jagoda Truhelka (Osijek, 5. veljače 1864. – Zagreb, 17. prosinca 1957.), hrvatska pedagoginja i književnica za djecu i mladež.

## Životopis
Njezini su roditelji doseljenici u Hrvatskoj. Veliki utjecaj na nju, imao je upravo njen otac Antun Vjenceslav Truhelka, koji je 1854. godine u Hrvatsku došao iz Češke. On je također bio učitelj. Od njega nasljeđuje ljubav prema radu i nastoji unaprijediti školu, od njega je naslijedila i upornost i ustrajnost u radu. Majka Marija, Njemica iz Mađarske, podarila joj je sustavnost, točnost i urednost. Treća osoba koja je vidno utjecala na usmjeravanje života i djelovanje Jagode Truhelke bila je njezina učiteljica Magdalena Šrepl, koja joj je pomogla u upoznavanju narodne književnosti. Ali ipak, " najtrajniji i najdublji " trag na duhovni razvoj Jagode ostavio je osječki župnik Stjepan Masper. Njegov utjecaj bio je vrlo važan na oblikovanje njenog duha.
U 14. godini završila je u krevetu s dugotrajnom bolesti kojoj je uzrok bila smrt njenog oca. Jedna etapa u životu obitelji Truhelka završena je dolaskom u Zagreb. To je bilo vrijeme kada se pojavio novi zakon o pučkoj školi i preparandiji. Po tom zakonu, od 1874. godine četverogodišnja pučka škola postaje obavezna. Bila je učiteljica u djevojačkim školama u Osijeku, Zagrebu, pa ravnateljica u Banjoj Luci i u Sarajevu. Završena preparandija dala joj je pravo da nastupi na svoje prvo učiteljsko radno mjesto u Osijeku. Zbog bolesti ponovno seli u Zagreb, a zatim dobiva posao u Gospiću. Njezin rad u Gospiću imao je odjeka i u Zagrebu, pa je zato uslijedilo imenovanje za učiteljicu u Ženskom liceju, što je zapravo bila nagrada za uspješan dotadašnji rad. Godine 1901. u 37. godini života imenovana je ravnateljicom više djevojačke škole u Banjoj Luci, a kasnije i u Sarajevu. 
Početkom 90-ih godina 19. st. redovita je suradnica zagrebačkog „Vijenca" i sarajevske Nade s pripovijetkama na temu žena i odnosa među spolovima, početkom 90-ih godina 19. stoljeća. Uglavnom se koristila pseudonimom a.m. sandučić. Još je 1897. godine u ″Nadi″ počela objavljivati psihološki roman ″Plein air″ s tematikom žene: njezinih prava, bračnih normi, društvenih stereotipa i drugim oblicima etičkih dilema. Truhelka je u određenom smislu predstavila ženu posve drugačijom i neovisnom dajući joj kao subjektu intelektualno superiorno značenje, prkoseći tradiciji tadašnje hrvatske proze koja je žene idealizirala ili demonizirala.
Pisala je romane i pripovijetke opisujući život žene seljanke i malograđanke, patrijarhalno Sarajevo i intimni ugođaj starog Zagreba. Nakon idealizirane i demonizirane žene u dotadašnjoj hrvatskoj prozi, Truhelka je prva obradila intelektualno superioran ženski lik. Kad je riječ o umjetničkoj vrijednosti Truhelkina romana, kritičari se slažu da je njezina proza obojana impresionističko detaljističkim naturalizmom. Bitna odrednica je naglašena tema od početka do kraja radnje. Ona održava na okupu cjelinu romana ispričanu umjerenom eruditivnom naracijom uklopljenom u milje hrvatske i europske kulturne baštine. U prvom planu je čitka ljubavna fabula iznesena u stilu trivijalnog pripovijedanja. U svom drugom povijesnom romanu "Vojača" (1899. objavljivanom u 'Nadi' kao roman u nastavcima) obradila je ulomak iz bosanske prošlosti, opisujući zbivanja u krugovima hrvatskog plemstva u 15. st. u Bosni i Hercegovini. Pozadina je dio bosanske prošlosti sa stajališta hrvatskog plemstva polovicom 15. stoljeća. U obradi se služeći detaljiziranjem (što joj je bila karakteristična crta) i tako ispreda iscrpnu povijesnu i etno pozadinu. Dinamiku, u stilu pseudopovijesne mode, daju romanu avanturističko-sentimentalni detalji u kojima je najbolje obrađen, postavljen u prvi plan 'Vojača', glavni ženski lik. Taj lik 'Vojače' s naglašenom osjetljivošću, kontemplativnošću, a zenemarljivim vitalizmom zapravo predstavlja prototip tadašnje žene - antijunakinju, koja do tada nije bila viđena u hrvatskoj književnosti. 
Ipak, najvrjedniji dio njezina književnog stvaralaštva jest niz knjiga posvećenih djeci. Nakon Ivane Brlić-Mažuranić bila je najuglednija književnica za djecu u prvoj polovici 20. stoljeća. Najznačajnija su joj djela: Tugomila, 1894.; Vojača, 1899.; U carstvu duše, 1910.; trilogija Zlatni danci, 1919.; Gospine trešnje, 1943. i Crni i bijeli dani, 1944.; Zlatko, (1934.), kao posljednji njezin roman, nema osobite umjetničke vrijednosti.
Umrla je u Zagrebu 1957. godine u dubokoj starosti.

## Stvaralaštvo
Truhelka je najviše priznanja stekla pripovijestima za djecu "Zlatni danci"  po kojoj je i ušla u povijest hrvatske književnosti. Riječ je o trilogiji sastavljenoj iz: (1) Naslovne priče (1918.), (2) "Gospine trešnje" (1943.) i (3) "Crni i bijeli dani" (1944.). 
Dobrim dijelom priča se naslanja na elemente autobiografskog karaktera. Fabula obrađuje jednostavnu obiteljsku atmosferu građanskog društva. Radnja je smještena u Osijek. Odiše realizmom, smirenom naracijom kojom dočarava dječju svakodnevicu, ali i upoznavanje svijeta uz duhovno odrastanje. Sukladno vremenu u kojem je nastala (osobito prva priča), djelo odiše umjerenom dozom domoljublja uz vjersku i ćudorednu pouku. Truhelkina nesposobnost da napravi ekvidistancu između životnog poziva i bajkovitosti posebno je vidljiva u dijelovima priče koji prerastaju dječji uzrast i priklanjaju se odraslijem čitatelju. Na pojedinim mjestima granica između priče za djecu i štiva za odrasle, potpuno je izbrisana. Kao i u ostalim književnim vrstama i u ovoj trilogiji Truhelka je najviše zaokupljena ženskim likovima oslikavajući ih detaljizirano ali i psihološki vrlo uspješno.
Poznata hrvatska učiteljica, pedagoginja i književnica za djecu i mladež cijelog je života bila nadahnuta prosvjetiteljskom zadaćom učiteljskoga " uzgojnog zvanja ".
Često se u istraživanju Truhelkina rada više pozornosti poklanja onom dijelu koji se odnosi na književnost, stavljajući u drugi plan njen pedagoški rad. Ulozi učitelja Jagoda Truhelka poklanjala je znatnu pozornost u svojim didaktičko-metodičkim radovima. Ona uz stručnost i pedagošku odmjerenost zahtjeva i poštovanje visokih etičkih kodeksa od strane učitelja i njihovo stalno propitivanje.
U namjeri da kritički pokaže prenaglašavanje učiteljskog obrazovanja na štetu odgajanika, Jagoda Truheika je 1910.g. teorijski studiozno napisala izvrstan odgojni epistolar ″ U carstvu duše ″u 27 pisama. On i danas može dobro pomoći kao pedagoški savjet mladim učiteljicama koje se dvoje u školskoj praksi pružajući prednost materijalističkoj spoznaji, a zapostavljajući tako značajnu duhovnoodgojnu stranu čovjekova života.
Promičući Foerstenovu moralnu pedagogiju hrvatska se učiteljica zauzimala za individualni pristup, postavljajući visoke zahtjeve duhovnoj strani čovjeka. Teoretizirajući u Pismima o Ženskom odgoju sučelice muškom, ona se zauzima za antidiferencijaciju i za obrazovni antitradicionalizam. Kritički je označila prenaglašavanje obrazovanja na štetu odgajanja.

## Pedagoški rad
Ljubav prema hrvatskom jeziku usađenu u ranoj mladosti, zadržala je cijelog svog života i njemu pridaje središnje mjesto u nastavi. Zahtjev je mlade učiteljice da se govoru treba posvećivati pozornost i u roditeljskom domu. Učiteljev govor mora biti razumljiv djetetu, stoga on mora poznavati i njegov psihološki stupanj razvoja. Iznad svega Truhelka postavlja zahtjev da učitelj razvija kod učenika ljubav za hrvatski jezik. 
Treba spomenuti njezino razmišljanje da bi u početnoj fazi trebalo isključiti gramatiku, istodobno posvetiti veću pozornost govoru, književnom štivu i stalnoj kontroli usmenih i pismenih vježbi, a slovnici treba posvetiti pozornost samo onoliko koliko je nužno i to više vježbanjem nego učenjem pravila. Prednost daje slušanju, a u čitanju traži logičko čitanje, i to već nakon prve godine. Dužu pozornost posvećuje odabiru štiva. Drži da čitanka mora biti osnovno sredstvo pomoću kojega će se duh materinskog jezika shvatiti i usvojiti.

## Osobni primjer učitelja
U svojim pedagoškim radovima Jagoda Truhelka posebnu pozornost poklanja zvanju učitelja i on za nju mora bitu istinski prosvjetitelj. Ona zahtjeva od svakog učitelja samopromatranje i samoanalizu. Samoanaliza je polazište u izmjeni pedagoškog rada.
Naglašava važnost samoodgoja i samostege. Samoodgoj i samostega uzgajateljeva važnija je još i s drugog razloga : ″..Ne uvjeravaju ni riječi, ni glas, ni kazne, koliko uvjerava snaga volje, kojom smo sami ukrotili svoje živce i obuzdali svoje strasti...″. 
Naglašavanje važnosti samoodgoja, skrivenih programa nastave (indirektne metode), individualnog pristupa djeci, uzajamne komunikacije su odrednice Truhelkina didaktičkog pristupa. U bilo kojoj suvremenoj didaktici i pedagogiji naći ćemo upravo to temeljnim. Jagoda Truhelka je stalno težila novim spoznajama, osuvremenjivanju pedagoške prakse stječući nova iskustva u radu sa starijim kolegicama, kao i osluškujući promjene u inozemnom školstvu. Kontinuirano je unosila inovacije u svoj rad, stalno ga je prožimala stvaralaštvom pa je njezin rad predstavljao značajan uzor. Držala je da je uloga učitelja toliko značajna i da bi ju se u cijelosti moglo ostvariti, valja joj se u potpunosti posvetiti pa se odlučila na samački život.

## O svrsi nastave
Naglašavanje spoznajnih elemenata u nastavi za Truhelku nužno vodi u formalizam i pretjerani intelektualizam, što ona najviše i kritizira. U njenim radovima posebno se naglašava osnovna svrha ne samo odgoja, nego i obrazovanja uopće : ″ Treba samo da mu se razvije dobro srce, da bude spremno drugima pomoći, druge razveseliti, pa da se prikloni svem, što je lijepo i plemenito.″.
Cilj odgoja preuzima Truhelka od antičkih filozofa, prema kojima čovjekove snage treba razviti u skladu s glavnim idealom istinom, dobrotom i ljepotom, dodajući i razvijanje ljubavi. Uz moralni odgoj veliku pozornost poklanja estetskom odgoju (posebno crtanju i glazbi). S učenicima je priređivala školske priredbe u kojima su zajedno sudjelovali nastavnici i učenici.

## O učitelju kroz rad učitelja
Odgoj k samoodgoju, obrazovanje k samoobrazovanju, disciplina k samodisciplini su osnovne pedagoške vrijednosti koje ugrađuje u svoj rad, a njima u pedagoškim člancima poklanja posebnu pozornost. Aktualizirajući objektivne vrijednosti Truhelka zahtijeva njihovu ugradnju i u svrhu nastave nikada ne razdvajajući obrazovanje od odgoja. Njezin pristup djelomično je sličan njenoj suvremenici, liječnici po profesiji, ali i poznatoj odgajateljici M. Montessori.
Izgleda da obrazovanje i ovog trenutka traži promjene u izobrazbi samog učitelja, kao i preispitivanje svih nas koji ostvarujemo tu ulogu. Treba nam biti jasno da intelektualna zadaća našega poziva mora biti praćena i afektivnim, kao jednim djelatnim gledištem.

## Djela
- Tugomila (roman, 1894.)
- Naša djeca (pripovijetke, 1896.)
- Vojača (povijesni roman, 1899.)
- U carstvu duše (prozna razmatranja, 1910.)
- Zlatni danci (pripovijetke, 1919.)[1]
- Božja ovčica (pripovijetke, 1923.)
- Aničina lutka (igra za djecu, 1928.)
- Bogorodične trešnje (pripovijetke, 1929.)
- Dusi domaćeg ognjišta (pripovijetke, 1930.)
- Palčićev kraljevski let (novele, 1932.)
- Zlatko (roman, 1934.)
- Zlatni danci I (s preradama, 1942.)
- Gospine trešnje II (druga knjiga trilogije Zlatni danci sastavljena iz pripovijedaka uvrštenih u zbirke Bogorodične trešnje i Dusi domaćeg ognjišta, 1943.)
- Crni i bijeli dani III (treća knjiga zbirke Zlatni danci, 1944.)
- Zlatni danci (izbor, 1969.)

## Vanjske poveznice
- Truhelka, Jagoda Hrvatska enciklopedija. LZMK (životopis)
- essekeri.hr – Jagoda Truhelka  Arhivirana inačica izvorne stranice od 5. veljače 2015. (Wayback Machine) (životopis)
- www.moljac.hr / Biografije: Jagoda Truhelka  Arhivirana inačica izvorne stranice od 5. veljače 2015. (Wayback Machine)